# BOMAG
BOMAG (нем. Bopparder Maschinenbaugesellschaft, Боппардер инжиниринговая компания Фаят групп) — межнациональная немецко-французская машиностроительная компания, специализирующаяся на производстве дорожно-строительных машин. Выпускает дорожные катки, автогрейдеры, асфальтоукладчики, трамбующие плиты. Входит в состав французской компании «FAYAT Group», штаб-квартира Бордо, Франция.

## Описание
BOMAG была основана в 1957 году Карлом Хайнцем в Боппарде, которую он продал в 1970 году американской компании Koehring.
В 1969 году площадь производства была увеличена с 80 000 до 300 000 кв.м. В 2002 году BOMAG и китайская компания BOMA запустили совместное предприятие в Китае по производству однобарабанных и тандемных роликов. В 2005 году BOMAG была приобретена французской компанией «FAYAT Group», начато производство фрезерных машин.
В 2013 году компания приобрела несколько производственных линий в Северной Америке. В 2015 году в Южной Каролине, на участке площадью около 12 000 м² открыт завод в США. Штаб-квартира группы расположена в городе Бордо, Франция. Производство в городе Боппард, Германия.

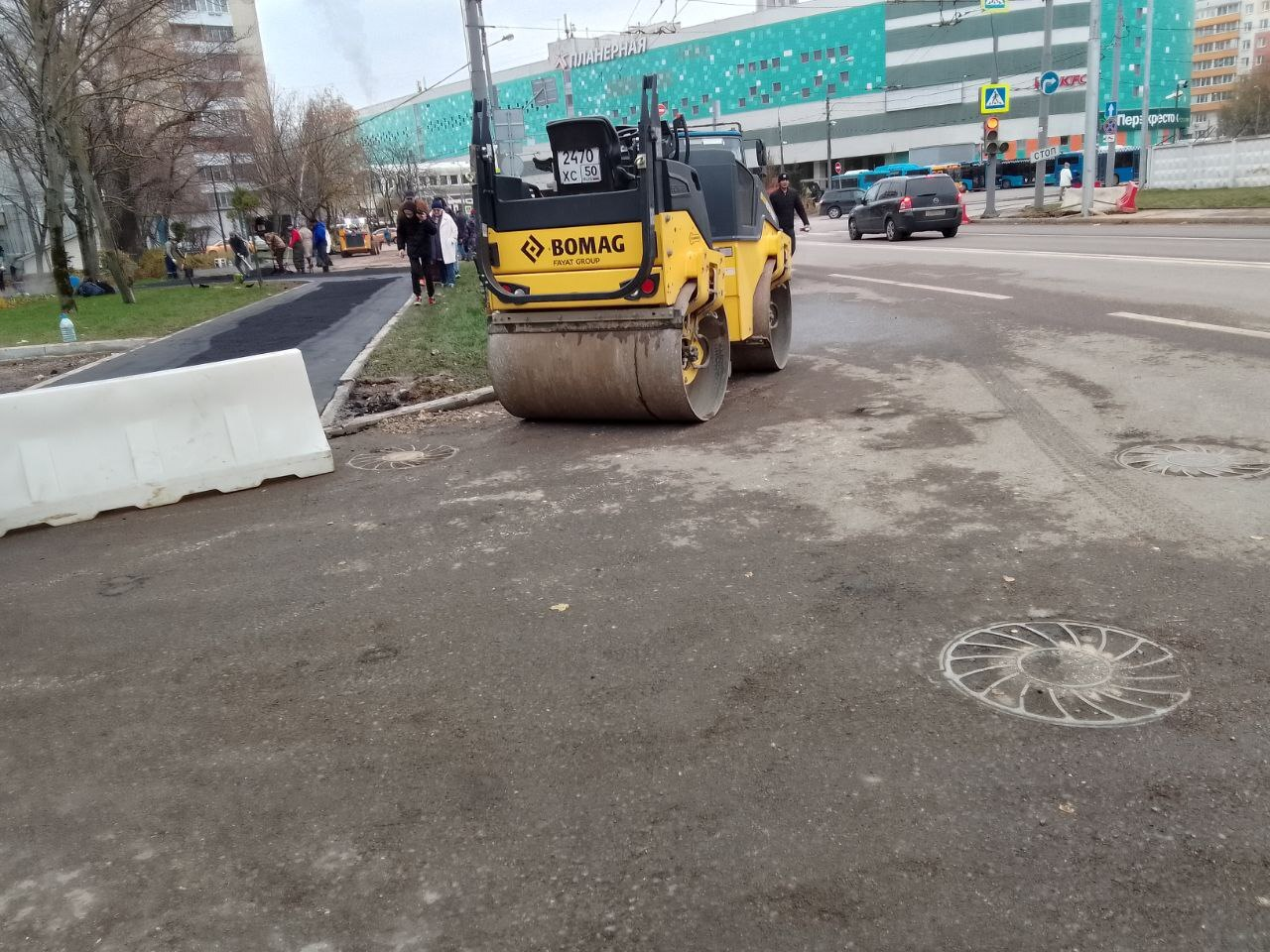
Дорожный каток BOMAG BW138AD в Москве

BOMAG производит ассортимент из 20 групп продукции и имеет 500 дилеров в более чем 120 странах. Компания, насчитывающая около 1200 сотрудников (по состоянию на 2010 год) в Боппарде, является одним из крупнейших работодателей в регионе.